# NGC 5852
NGC 5852 este o astronomical radio source⁠(d) situată în constelația Boarul. A fost descoperită în 26 mai 1791 de către William Herschel. Se află la o distanță de 98,7 de megaparseci de Pământ.